# Понте Санта Триніта
Понте Санта Триніта (італ. Ponte Santa Trìnita, Міст Святої Трійці) — один з мостів через річку Арно у Флоренції, побудований в епоху Відродження за проектом архітектора Бартоломео Амманаті.

## Історія мосту
Міст Святої Трійці, названий так на честь однойменної церкви, був побудований у 1566—1569 за проектом Бартоломео Амманаті на місці, де раніше був дерев'яний міст (1252—1259), а згодом після його руйнації від повені - кам'яний п'ятиарковий міст, побудований за проектом відомого художника і архітектора Таддео Гадді у 1333, який у 1557 також був зруйнований після повені.
Понте Санта Триніта є найстарішим еліптичним арковим мостом у світі, його елегантний зовнішній вигляд утворюють три плоскі еліпсоподібні прольоти різної довжини (центральний проліт 32 метри, інші — по 29 метрів), потужні гранчасті підвалини, мармурові картуші і скульптура.
Прикрасою мосту є чотири декоративні статуї «Пори року», які були встановлені в 1608 у рамках весільних урочистостей Козімо II Медічі з Марією Магдаленою Австрійською, — «Весна» П'єтро Франкавілла, «Літо» і «Осінь» Джованні Каччіні і «Зима» Таддео Ландіні.
8 серпня 1944 міст був зруйнований нацистами. Його реконструкція була здійснена в 1959 під керівництвом архітектора Ріккарда Ґіздуліча і інженера Еміліо Бріцці з використанням кам'яних фрагментів, що збереглися, і каменів, взятих з того ж кар'єра, що й оригінальні.
При реконструкції було відновлено підняті з вод Арно фрагменти скульптур, причому голова «Весни» була знайдена і відновлена лише у жовтні 1961.
Сусідніми мостами є Понте Веккіо (на схід) і Понте алла Каррайя (на захід).

## Галерея

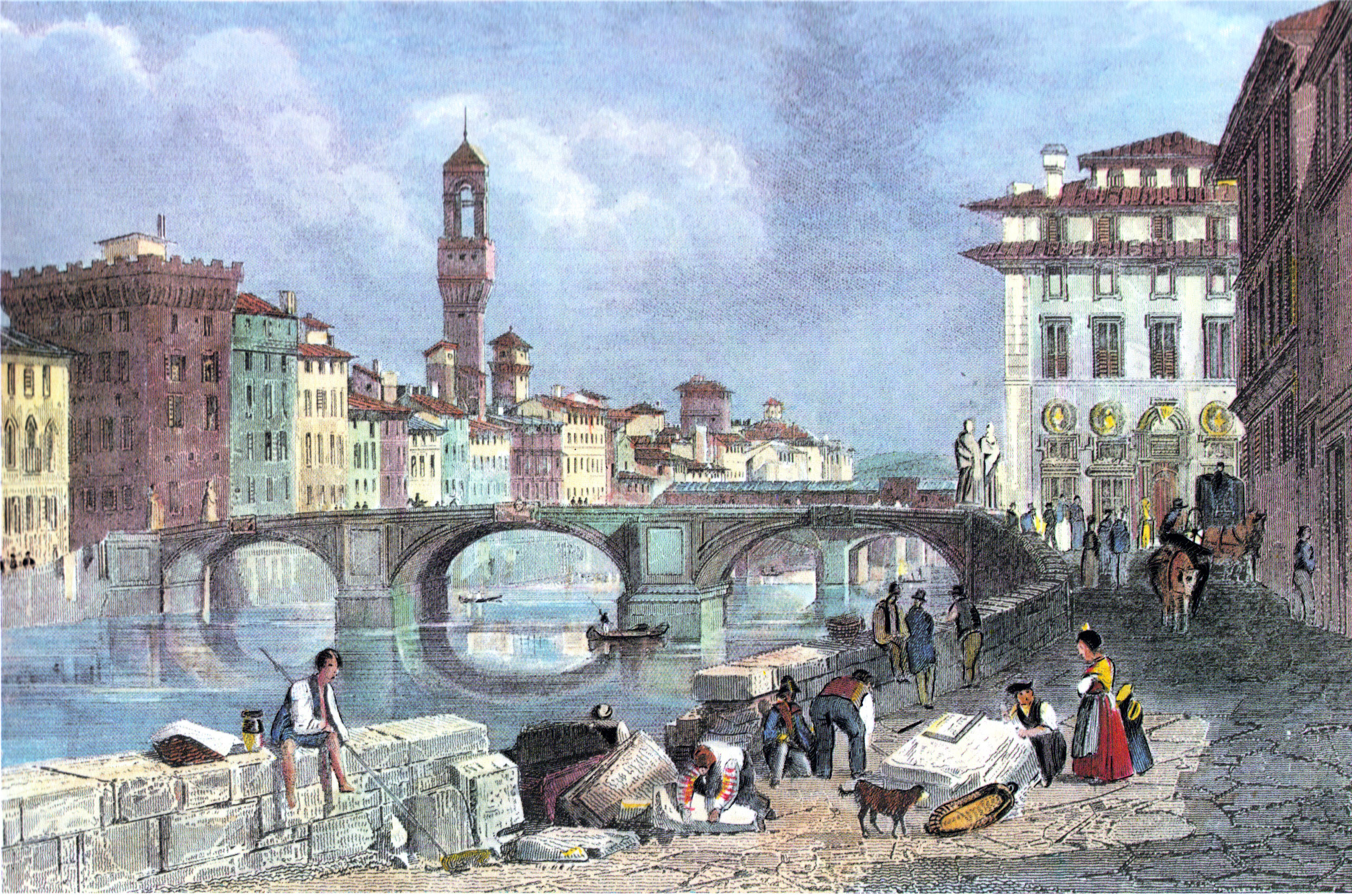
Понте Санта Триніта. 1830
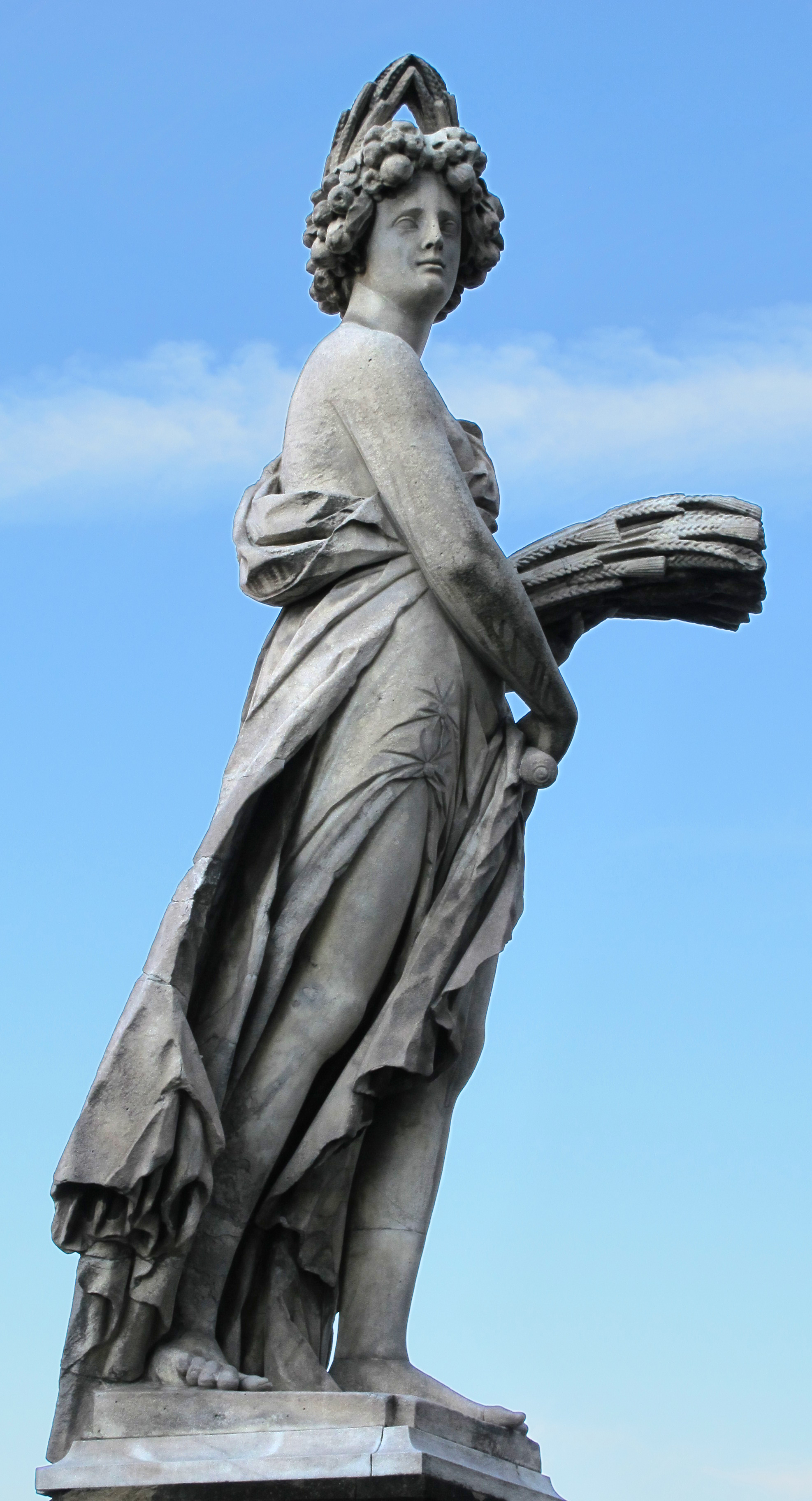
"Літо" Джованні Каччіні
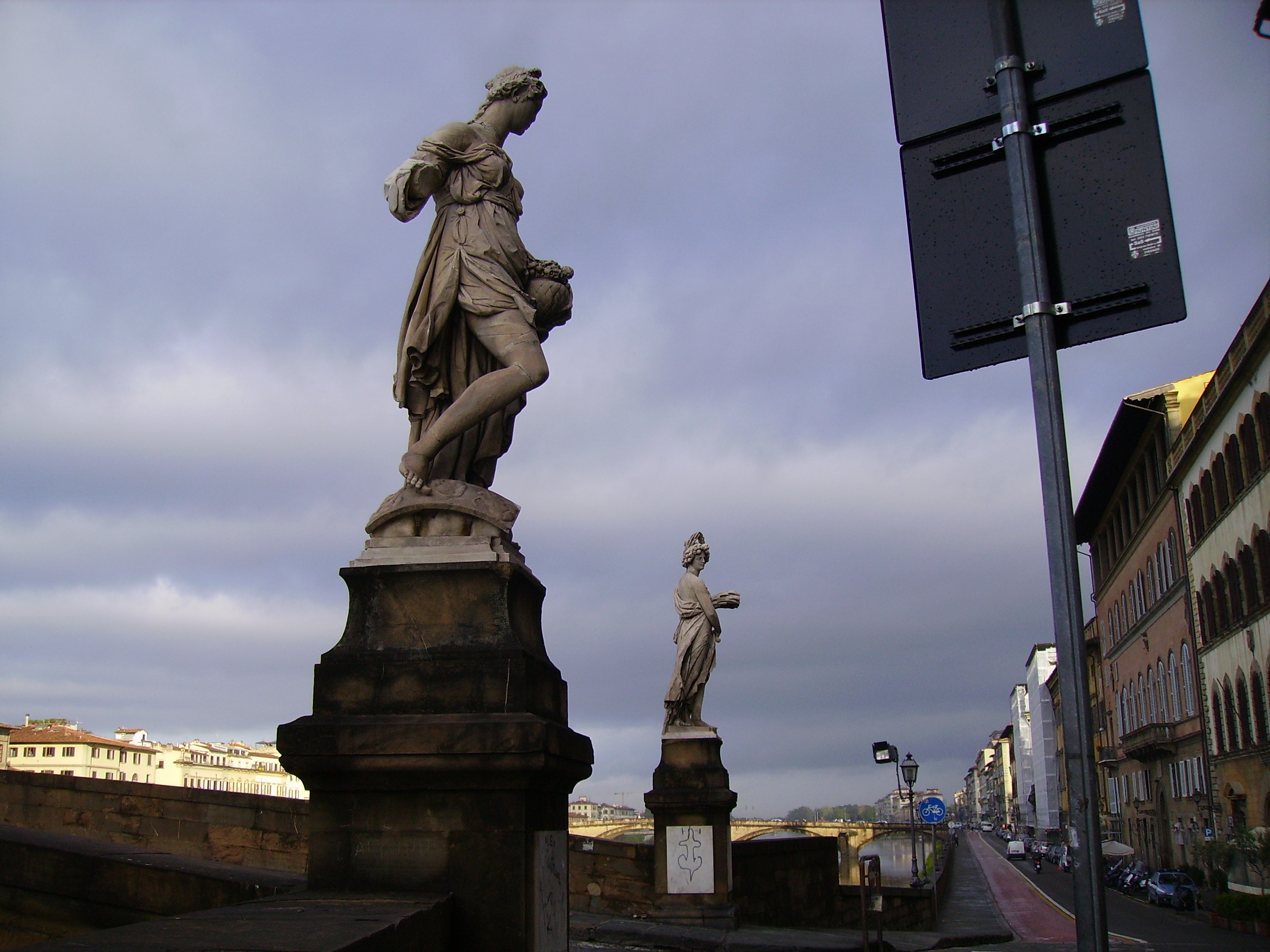
Алегорія "Весна" П’єтро Франкавілла
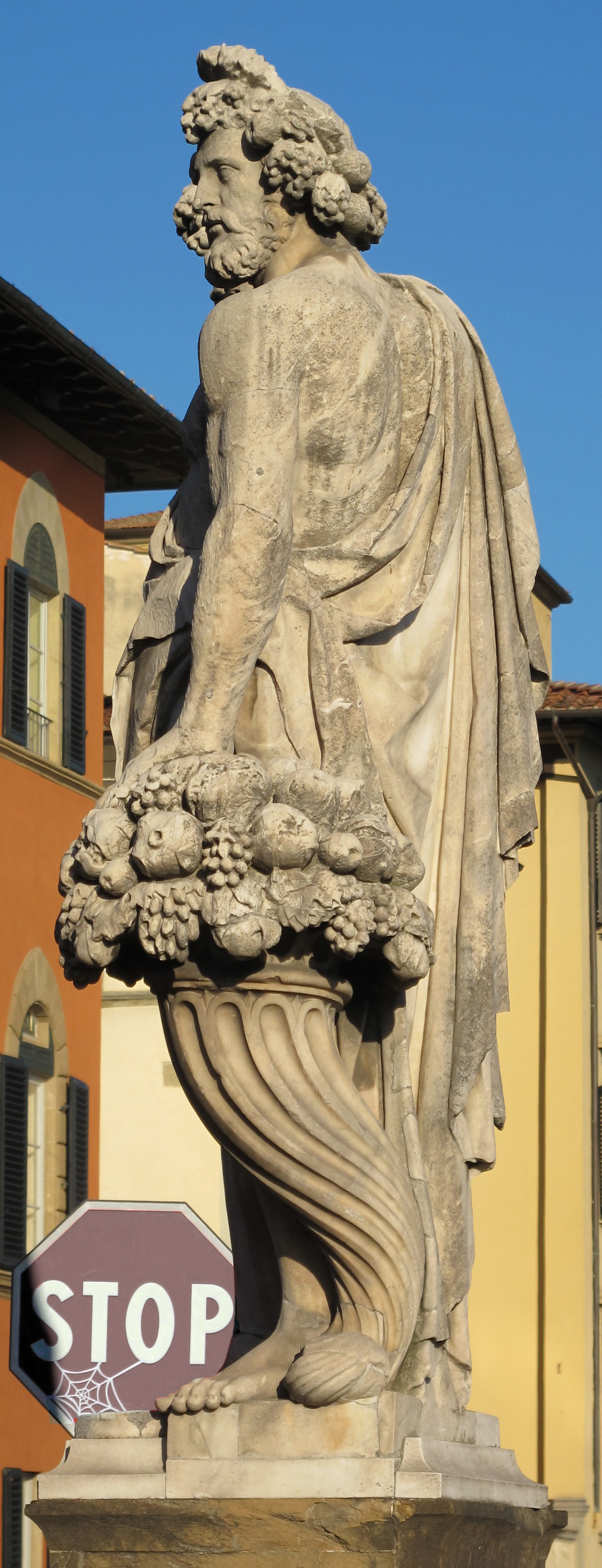
"Осінь" Джованні Каччіні
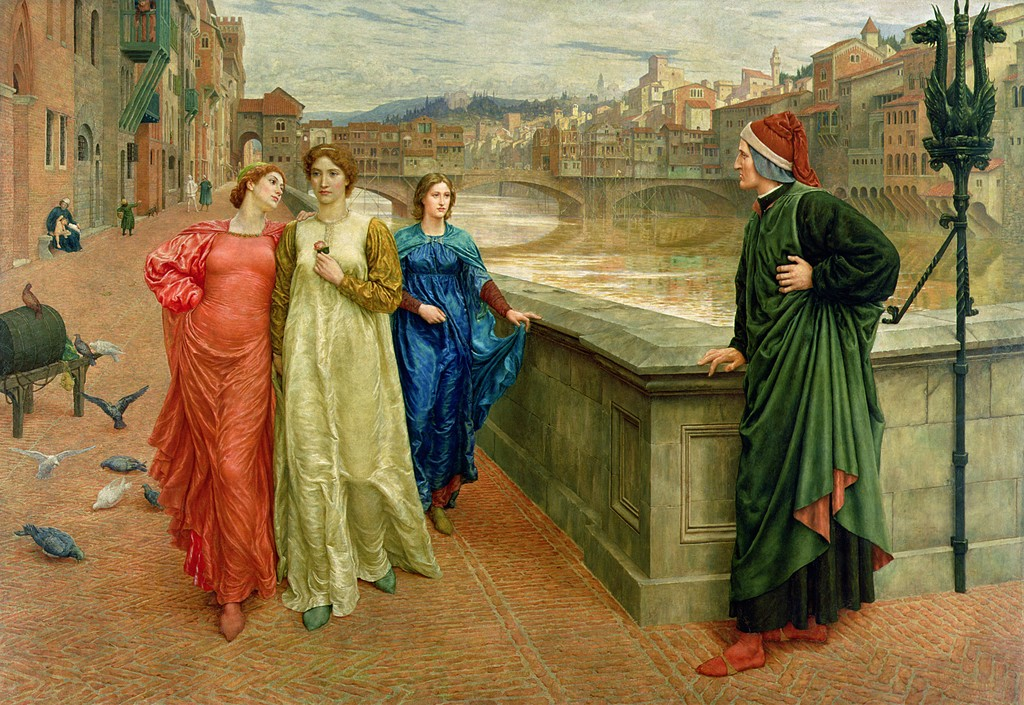
Генрі Холідей[en] - "Данте і Беатріче"